# Erythrus rotundicollis
Erythrus rotundicollis är en skalbaggsart som beskrevs av Charles Joseph Gahan 1902. Erythrus rotundicollis ingår i släktet Erythrus och familjen långhorningar. Inga underarter finns listade i Catalogue of Life.